# Cicloottano
Il cicloottano è un cicloalcano con formula (CH2)8. Il composto può assumere varie conformazioni. In condizioni normali si presenta come un liquido incolore. 

## Struttura
Il cicloottano costituisce un modello per tutte le molecole cicliche a otto termini. La conformazione del cicloottano è stata estesamente studiata con metodi di chimica computazionale. Hendrickson ha scritto che "il cicloottano è indubbiamente il cicloalcano più complesso dal punto di vista della conformazione, perché esistono molti conformeri di energia simile." La conformazione "barca-sedia" I è la forma più stabile. Questo risultato è stato in seguito confermato da altri ricercatori. La conformazione II a corona è un po' meno stabile. Lo zolfo elementare S8 è una delle molte altre molecole che possiedono una conformazione a corona.

Le conformazioni a barca-sedia (I) e a corona (II) del cicloottano

## Reattività
Il cicloottano è una specie poco reattiva, ma può dare le reazioni tipiche di idrocarburi saturi come combustione e alogenazione radicalica. Lavori recenti sulla funzionalizzazione degli alcani stanno ampliando la reattività di queste molecole. Ad esempio utilizzando perossidi si possono introdurre gruppi fenilammino:

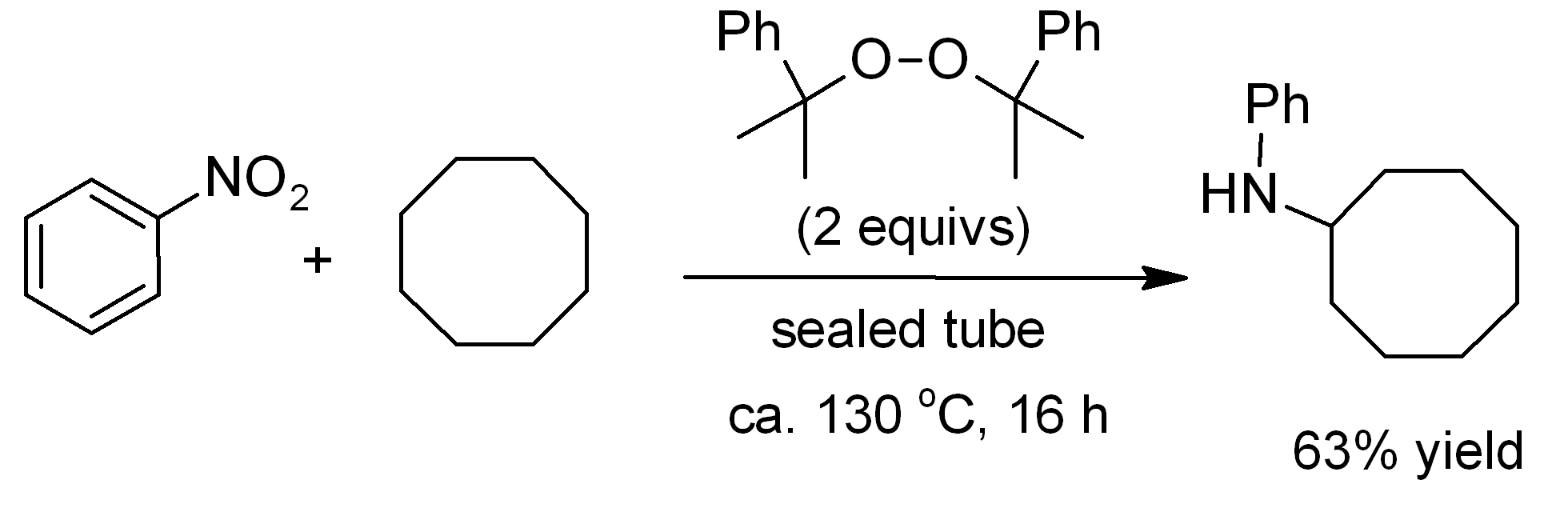
Amminazione del cicloottano con nitrobenzene

## Sicurezza
Il composto è infiammabile. Può causare danni ai polmoni ed è irritante per la pelle e le mucose. Non ci sono dati che indichino proprietà cancerogene. Non è considerato pericoloso per l'ambiente.